# Wohnhaus Deichstraße 6
Das Wohnhaus Deichstraße 6 an der Oste in der niedersächsischen Samtgemeinde Land Hadeln, Gemeinde Osten, im Landkreis Cuxhaven, stammt aus der ersten Hälfte des 19. Jahrhunderts. Aktuell (2024) wird es als Wohnhaus genutzt.
Das Gebäude steht unter Denkmalschutz (siehe auch Liste der Baudenkmale in  Osten (Oste)).

## Geschichte und Beschreibung
Zwischen Am Markt, Fährstraße, Kirchstraße und Deichstraße stehen denkmalgeschützte Gebäudegruppen Gasthaus (Am Markt Nr. 1), Wohnhäuser (Am Markt Nr. 2, Deichstraße Nr. 14 und Nr. 16), der Speicher (Fährstraße 8b) sowie die Kirche St. Petri von 1747 und die Gebäude der Häuserzeile Deichstraße 6 bis 10 und Am Markt 3 und 5. Das Gebiet hat sich erst ab dem 14. Jahrhundert entwickelt als 1396 eine Vorgängerkirche entstand, nachdem eine Kirche auf dem Dubben durch eine Sturmflut zerstört worden war. Die die Deichstraße südlich begrenzenden Häuser stehen erhöht auf der Deichkrone. Ihre Parzellen reichen bis an das Ufer der Oste.
Das zweigeschossige giebelständige verklinkerte einfache Gebäude in Backstein, mit wellblechgedecktem Satteldach und neueren rechteckigen Fenstern, wurde 1828 (Inschrift) gebaut. An der südwestlichen Giebelseite stehen neuere Anbauten.
Das Landesdenkmalamt befand u. a.: „… Die Wohnhäuser Deichstraße 6 und 8 und das Speichergebäude Deichstraße 10 dokumentieren in dieser Standortlage drei unterschiedliche Bautypen in schlichter Gestaltung und prägen markant die Ufersilhouette …“